# Торомоно
Торомоно (Toromona, Toromono) — неаттестованный индейский язык, принадлежащий таканской семье языков, на котором говорит народ торомоно, проживающий в провинции Итурральде (между реками Мадиди и Хит) департамента Ла-Пас в Боливии.
Пока неясно, существует ли группа; об этом ничего не написано. Есть слухи, касающиеся неконтактировавшей группы араона. Также не определён статус использования языка.